# Чемпіонат Франції з тенісу 1897
Чемпіонат Франції з тенісу 1897 — 7-й розіграш Відкритого чемпіонату Франції. З цього року на турнірі з'явилася перша жіноча дисципліна - одиночний розряд. Переможницею у ньому стала Адін Массон. В чоловічому одиночному розряді переможцем став Поль Еме. Він же виграв і у парному розряді (разом із Полом Лебертоном)

## Дорослі

### Чоловіки, одиночний розряд
Поль Еме переміг у фіналі  Фрекні Вордена 4-6, 6-4, 6-2

### Жінки, одиночний розряд
Адін Массон  перемогла у фіналі  П. Жиру 6-3, 6-1

### Чоловіки, парний розряд
Поль Еме /  Пол Лебертон перемогли у фіналі пару  Френкі Ворден /  де Лоншамп 6-3, 6-0